# Nicolás Johansen
Nicolás Johansen (* 23. Januar 1999 in Bustinza) ist ein argentinischer Fußballspieler. Der Stürmer spielt seit 2024 bei Coquimbo Unido.

## Karriere
Nicolás Johansen wurde bei Huracán de Bustinza ausgebildet, wo er auch schon in der Herrenmannschaft zum Einsatz kam. 2017 wechselte er in die Jugend der Newell’s Old Boys und ein Jahr später zu CA Colón. Für den Herrenbereich ging er zu CA Carcarañá in die vierte Liga und schloss sich 2022 Douglas Haig aus dem Torneo Federal A an. Nach 13 Toren in der Saison 2023 verpflichtete der chilenische Erstligist Coquimbo Unido Johansen.